# Salticus unciger
Salticus unciger là một loài nhện trong họ Salticidae.
Loài này thuộc chi Salticus. Salticus unciger được Eugène Simon miêu tả năm 1868.